# Sathonay-Camp
Sathonay-Camp ist eine französische Gemeinde mit 7039 Einwohnern (Stand: 1. Januar 2022) in der Métropole de Lyon in der Region Auvergne-Rhône-Alpes. Santhonay-Camp gehört zum Arrondissement Lyon und war bis 2015 Teil des Kantons Rillieux-la-Pape. Die Einwohner werden Sathonards genannt.

## Geografie
Sathonay-Camp befindet sich im Nordosten des Großraumes von Lyon am Rand der Monts d’Or.

### Nachbargemeinden
Umgeben ist Sathonay-Camp von den Nachbargemeinden Sathonay-Village im Norden, Rillieux-la-Pape im Osten, Caluire-et-Cuire im Süden und Fontaines-sur-Saône im Westen.

## Geschichte
Von 1858 bis 1997 war Sathonay Militärstützpunkt.
Die frühere Gemeinde Sathonay wurde 1908 in Sathonay-Camp und in die Nachbargemeinde Sathonay-Village getrennt.
Sathonay gehörte ursprünglich zum Département Ain, 1967 kamen die Nachfolgegemeinden zum Département Rhône.

### Bevölkerungsentwicklung
| Jahr                       | 1962 | 1968 | 1975 | 1982 | 1990 | 1999 | 2006 | 2011 |
| -------------------------- | ---- | ---- | ---- | ---- | ---- | ---- | ---- | ---- |
| Einwohner                  | 3358 | 3798 | 3498 | 4352 | 4673 | 4336 | 4171 | 4241 |
| Quellen: Cassini und INSEE |      |      |      |      |      |      |      |      |

## Verkehr
Bedeutung hat vor allem der Bahnhof Sathonay-Rillieux, der von den TGV-Zügen Paris-Lyon und vom LGV Sud-Est bedient wird.

## Kultur und Sehenswürdigkeiten
- Viadukt Sathonay
- Park de la Combe

## Persönlichkeiten
- René Leprince (1876–1929), Schauspieler und Regisseur
- Jean Degottex (1918–1988), Maler
- Maurice Gardès (* 1945), Erzbischof von Auch, verbrachte seine Kindheit und Jugend in Sathonay-Camp